# Richard von Pressentin
Richard Hans Ferdinand von Pressentin (* 1. November 1874 auf dem Gut Schulenburg, Holstein; † 6. Februar 1955 in Bethel bei Bielefeld) war ein deutscher Offizier. Er erreichte zuletzt den Rang eines Generalmajors.

## Leben und Tätigkeit
Pressentin trat am 1. Juli 1892 als Fahnenjunker in die preußische Armee ein. Er wurde dem 2. Westfälischen Feldartillerie-Regiment Nr. 22 in Münster zugeteilt. Am 18. November 1893 wurde er dort zum Sekondeleutnant (Portepee-Fähnrich) befördert. Später wurde er zum 1. Garde-Feldartillerie-Regiment versetzt und zum Hauptmann befördert.
Während des Ersten Weltkriegs wurde er am westlichen Kriegsschauplatz verwendet. Am 6. Juni 1916 wurde er zum Major befördert. Außerdem wurde er mit dem Eisernen Kreuz beider Klassen und dem Ritterkreuz des Königlich Preußischen Hausordens von Hohenzollern mit Schwertern ausgezeichnet.
Nach dem Krieg wurde er in die neugebildete Reichswehr übernommen. 1920 gehörte er zum Reichswehr-Artillerie-Regiment 7. Später wurde er als Abteilungskommandeur zum 6. Artillerie-Regiment verwendet. 1921 wurde er mit Rangdienstalter vom 1. April 1921 zum Oberstleutnant befördert.
Zum 1. Februar 1924 wurde Pressentin zum Stab des Artillerieführer VI in Münster/Westfalen versetzt. Von dort kam er 1925 zum Regimentsstab des 6. Artillerie-Regiment nach Minden. Dort wurde er am 1. November 1925 zum Oberst befördert.
Am 31. Januar 1927 wurde Pressentin aus dem aktiven Dienst verabschiedet.
1928 war er Zeuge im Stettiner Fememordprozess, in dem er über das Verhältnis der Reichswehr zu der Arbeitsgemeinschaft Roßbach in der Provinz Pommern im Jahr 1920 und zu der Frage, ob die Angehörigen der Gruppen der Arbeitsgemeinschaft damals heimliche/getarnte Militärangehörige waren (so dass zutreffendenfalls den Angehörigen der früheren Arbeitsgemeinschaft, die sich vor Gericht wegen einer Tötungshandlung, die sie 1920 ausgeführt hatten, zu verantworten hatten, der Schutz des Militärstrafgesetzbuches für auf Befehl handelnde Militärangehörige zugestanden hätte), aussagen musste.
Anlässlich der Mobilmachung für den bevorstehenden Zweiten Weltkrieg im Sommer 1939 wurde Pressentin reaktiviert: Er wurde zuerst zum Leiter der Pferde-Beschaffungs-Kommission II/76 ernannt. Ende Oktober 1939 folgte die Bestallung als Kommandeur des Nachschub-Regiments 659.
Im Mai 1940 wurde Pressentin zum Kommandanten des Truppenlager Westfalenhof auf dem Truppenübungsplatz Groß Born ernannt. Bereits Anfang Juni 1940 gab er dieses Kommando wieder ab. Er wurde stattdessen Kommandeur des Landesschützen-Regiments 26. Am 7. März 1941 wurde er zum Kommandeur sämtlicher Landesschützen-Bataillone in Holland ernannt. Am 1. Juli 1942 erfolgte seine Beförderung zum Generalmajor z.V. Bald darauf, am 30. September 1942, wurde er endgültig aus der Wehrmacht verabschiedet.